# ترنسكربيتوم

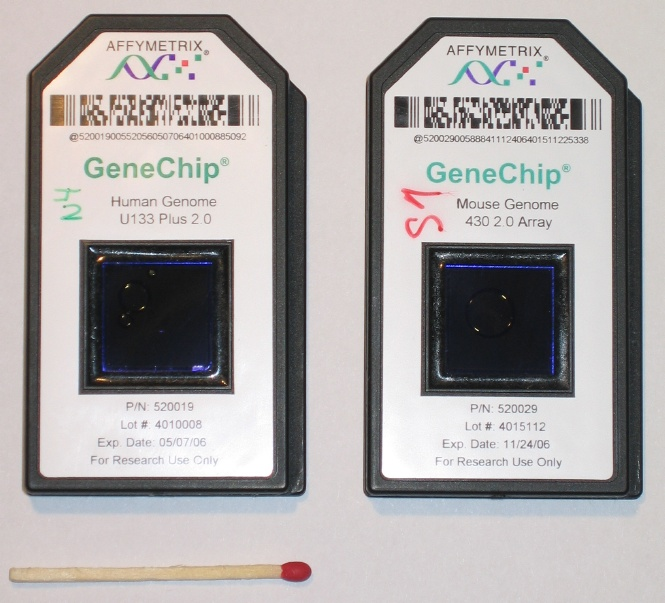

الترنسكريبتوم أو النسخوم (بالإنجليزية: Transcriptome) هي مجموعة كل جزيئات الرنا (RNA) التي تتضمن الرنا المرسال والرنا الريبوسومي والرنا الناقل وغيرها من أنواع الرنا غير المشفر التي يتم إنتاجها في خلية واحدة أو تجمع من الخلايا، تنتج جزيئات الرنا تلك من الدنا (DNA) . يمكن إطلاق هذا المصطلح على مجموعة النواسخ الكاملة في كائن ما أو على مجموعة فرعية محددة من النواسخ التي توجد في نوع خلوي معين. بعكس الجينوم وهو ثابت تقريبا لخط خلوي معين (إذا ما استثنينا الطفرات)، يمكن أن تتنوع مجموعة الترانسكربيتوم بتنوع الظروف البيئية. يعكس الترانسكربيتوم الجينات التي تم تعبيرها بنشاط في أي وقت محدد وذلك لأنه يشمل كل ناسخات الرنا في الخلية باستثناء ظاهرة تحلل الرنا المرسال مثل توهين الناسخات (بالإنجليزية: Transcriptional Attenuation).
يرمز إلى دراسة الترانسكريبتوم أيضا بصياغة التعبيرات (بالإنجليزية: Expression Profiling) والتي تفحص مستوى التعبير للرنا المرسال في تجمع خلوي محدد غالبا باستخدام تقنيات سلسلة عالية الإنتاجية تعتمد على تقنية مصفوفات الدنا الدقيقة. يعرف استخدام الجيل القادم من السلسلة لدراسة الترنسكريبتوم على مستوى النيوكليتويد بسلسلة الرنا.
إن الترانسكريبتوم هو فرع من الأحياء الجزيئية يتعامل مع دراسة جزيئات الرنا الرسول المنتجة في خلية أو تجمع من نوع خلوي معين.

## التطبيقات والتحليل
يعتبر الترانسكربيتوم الخاص بالخلايا الجذعية وخلايا السرطان ذا أهمية خاصة للباحثين الذي يرغبون فهم عمليات التمايز الخلوي والسرطنة. أنشئت وشرحت مجموعة من قواعد البيانات التي تختص بترانسكربيتوم الكائن الحي بهدف المساعدة في تحديد الجينات التي تتمايز تعبيريا في تجمعات خلوية مميزة أو فرعية . على أي حال، فإن تحليل تعبير مستويات الرنا المرسال يمكن أن يكون معقدا بسبب واقع أن التغيرات البسيطة نسبيا في تعبير الرنا المرسال يمكن أن تنتج تغييرات كبرى في كمية البروتين المرافق الكلية الموجودة في الخلية. تعرف إحدى طرق التحليل بتحليل تخصيب مجموعات المورثات وتقوم بتعريف شبكات الجين المنظمة التعاون بدلا من الجينات المفردة التي يتم رفع أو خفض تنظيمها في تجمعات خلوية مختلفة.

## تنظيم الرنا المرسال
على الرغم من أن دراسات المصفوفات الميكروية يمكنها أن تكشف كميات الرنا المرسال النسبية المختلفة في الخلية، فإن مستويات الرنا المرسال ليست متناسبة مع مستوى تعبير البروتينات التي ترمّز لها. يعتمد عدد جزيئات البروتين التي يتم توليفها باستخدام جزيء الرنا المرسال كقالب بشكل كبير على مظاهر بادئ الترجمة لسلسلة الرنا المرسال، بشكل خاص فإن قدرة سلسلة بادئ الترجمة هي محدّد رئيسي في تجنيد الرايبوسومات في عملية ترجمة البروتين. يطلق لفظ البروتيوم على متمم البروتين الكامل في الخلية أو الكائن الحي.
كشفت دراسة أجريت على 158,807 ناسخ فأري أن 4520 من هذه النواسخ تشكل شركاء مقاومة للحساسية هي متممات زوج قاعدي لإكسونات الجينات. تزيد هذه النتائج من احتمالية أن تكون أعداد كبيرة من «جينات تكويد الرنا المقاومة للحساسية» مشاركة في تنظيم مستويات تعبير بروتين الرنا المرسال المشفر.